# Глинский сельский совет (Козовский район)
Глинский сельский совет (укр. Глинська сільська рада) — входит в состав
Козовского района
Тернопольской области
Украины.
Административный центр сельского совета находится в 
с. Глинная.

## История
- 1502 — дата образования.

## Населённые пункты совета
- с. Глинная
- с. Золочевка